# Healey Willan
Healey James Willan (ur. 12 października 1880 w Balham, zm. 16 lutego 1968 w Toronto) – kanadyjski kompozytor, dyrygent i organista pochodzenia angielskiego.

## Życiorys
W latach 1888–1895 kształcił się w zakresie gry na fortepianie i organach, harmonii i kontrapunktu u Waltera Haya Sangstera w St. Saviour’s Choir School w Eastbourne. Uczył się też w Londynie u Williama Stevensona Hoyte’a (organy) i Evlyn Howard-Jones (fortepian). W latach 1895–1900 był organistą St. Cecilia Society. Następnie dyrygował Wanstead Choral Society (1904–1905) i Thalian Operatic Society (1906). Pełnił funkcję organisty w St. Saviour’s Church w St Albans (1898–1900), Christ Church w Wanstead (1900–1903) i St. John the Baptist Church w Kensington (1903–1913). W 1913 roku wyjechał do Toronto, gdzie w latach 1913–1926 był organistą St. Paul’s Anglican Cathedral. Od 1921 do 1967 był organistą i kierownikiem muzycznym Anglican Church of St. Mary Magdalene. Był wicedyrektorem (1920–1936) oraz organistą (1932–1964) uniwersytetu w Toronto, gdzie do 1937 do 1950 wykładał także kontrapunkt i kompozycję. Od 1933 do 1939 roku prowadził założony przez siebie zespół Tudor Singers, z którym wykonywał muzykę renesansową. W latach 1922–1923 i 1933–1935 był przewodniczącym Royal Canadian College of Organists, a od 1933 roku członkiem zarządu Canadian Association of Performers and Composers. W 1953 roku skomponował hymn O Lord, Our Governour na uroczystość królewskiej koronacji Elżbiety II.
Towarzysz (Companion) Orderu Kanady (1967). Doktor honoris causa Queens University (1952), University of Manitoba (1954) i McMaster University (1962). Otrzymał Lambeth Doctorate nadany przez arcybiskupa Canterbury (1956) i Canada Council Medal (1961). Opublikował podręczniki The Standard Course of Graded Studies for the Pianoforte (7 tomów, Oakville 1924) i Graded Sight-reading Exercises for Piano (razem z Ernestem MacMillanem, 2 tomy, Oakville 1939).

## Twórczość
Zasłynął przede wszystkim jako autor dzieł chóralnych i muzyki organowej. W jego muzyce krzyżują się wpływy Richarda Wagnera (gęsta, schromatyzowana harmonia), chorału gregoriańskiego (melizmatyczne kształtowanie linii melodycznych) oraz muzyki renesansowej (technika kontrapunktyczna). Początkowo tworzył w idiomie późnoromantycznym, od początku lat 20. XX wieku zaczął tworzyć dzieła religijne o klarownej fakturze, odznaczające się niewielkimi rozmiarami i prostotą środków. Był zwolennikiem anglokatolicyzmu, przykładając wagę do formy i piękna muzyki liturgicznej. Był znawcą chorału gregoriańskiego i muzyki liturgicznej Kościoła wschodniego, propagował wykonywanie chorału w języku angielskim.

## Wybrane kompozycje
(na podstawie materiałów źródłowych)

### Utwory orkiestrowe
- 2 symfonie (I d-moll 1936, II c-moll 1941 zrewid. 1948)
- Coronation March (1937)
- Suite for Rhythm Band (1938)
- Koncert fortepianowy c-moll (1944 zrewid. 1949)
- Royal Hall Suite (1949)
- Overture to an Unwritten Comedy (1951)
- 3 Fanfares (1959)
- Royal Salute (1959)
- Poem na smyczki (1959)
- Centennial March (1967)

### Utwory kameralne
- Trio na skrzypce, wiolonczelę i fortepian (1907)
- 2 sonaty skrzypcowe (I 1916, II 1921)

### Utwory fortepianowe
- Variations and Epilogue on an Original Theme na 2 fortepiany (1913–1915 zrewid. 1943)
- 3 Character Sketches of Old London (1930)

### Utwory organowe
- 2 preludia i fugi (I 1908, II 1909)
- Introduction, Passacaglia and Fugue (1916)
- Rondino, Elegy and Chaconne (1956)
- Fugal Trilogy (1958)
- 5 Pieces (1958)
- Passacaglia and Fugue (1959)

### Utwory na chór a cappella
- I Looked, and Behold a White Cloud z sopranem i tenorem solo (1907)
- In the Name of Our God, We Will Set up Our Banners (1917)
- An Apostrophe to the Heavenly Hosts (1921)
- In the Heavenly Kingdom (1924)
- 6 Motets (1924)
- The 3 Kings (1928)
- Liturgical Motets (1928–1937)
- Rise Up, My Love, Mu Fair One (1929)
- Behold the Tabernacle of God (1933)
- 2 motety na chór żeński (1935)
- Ave verum corpus (1943)
- Gloria Deo per immensa saecula (1950)
- Grant Us Thy Lights (1951)
- Great is the Lord (1952)
- A Prayer of Rejoicing (1953)
- O Lord, Our Governour (1953)
- Missa brevis na chór męski (1954)
- O Sing unto the Lord a New Song z basem solo (1956)

### Utwory na chór i organy
- Evening Canticles (1928)
- The Order of Holy Communion (1955)
- The Introits and Graduals for the Church Year (1967)

### Utwory wokalno-instrumentalne
- kantata The Mystery of Bethlehem na sopran, bas, chór i zespół instrumentów (1923)
- Coronation Ode na chór i małą orkiestrę (1936)
- Coronation Suite na chór i orkiestrę (1952)

### Utwory sceniczne
- opera balladowa The Beggar’s Opera, aranżacja Opery żebraczej Johna Gaya (1927)
- opera balladowa The Order of Good Cheer (1928)
- opera radiowa Transit Through Fire: An Odyssey od 1942 (1941–1942, wyk. BBC 1942)
- muzyka do sztuki Hymn for Those in the Air (1942)
- opera radiowa Deirdre (1943–1945, wyk. CBC 1946, także wersja sceniczna wyst. Toronto 1965)
- widowisko historyczne Brébeuf (wyk. CBC 1943)